# Hechos 21

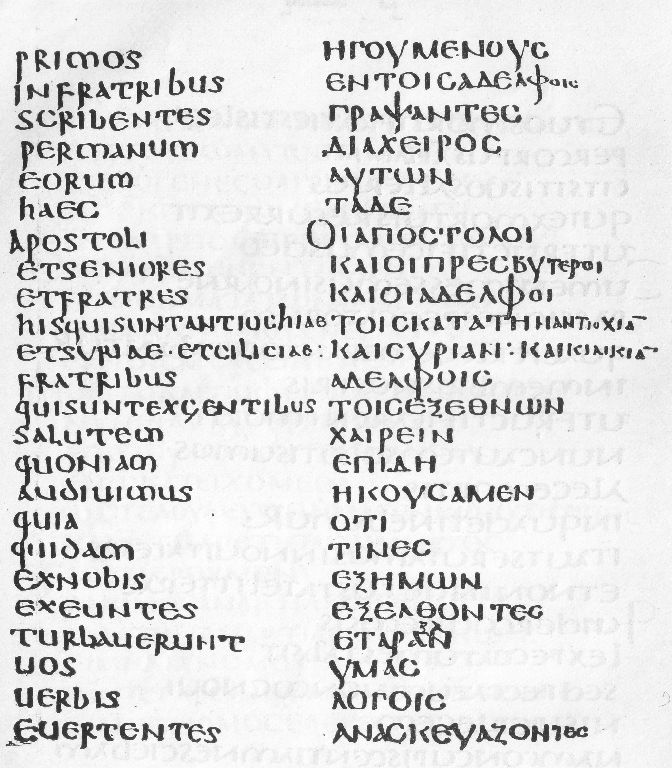
Hechos 15:22-24 en latín (columna izquierda) y griego (columna derecha) en el Codex Laudianus, escrito hacia el año 550 d.C.

Hechos 21 es el vigésimo primer capítulo de los Hechos de los Apóstoles del Nuevo Testamento de la  Bibliacristiana. Registra el final del tercer viaje misionero de Pablo y su llegada y recepción en Jerusalén. El narrador y sus compañeros («nosotros») desempeñan un papel activo en los acontecimientos de este capítulo. El autor del libro que contiene este capítulo es anónimo, pero la tradición cristiana primitiva afirmaba uniformemente que Lucas compuso este libro así como el Evangelio de Lucas.

## Texto
El texto original fue escrito en griego koiné. Este capítulo está dividido en 40 Versículos.

### Testigos textuales
Algunos manuscritos tempranos que contienen el texto de este capítulo son:
- Codex Vaticanus (325-350 d. C.)
- Codex Sinaiticus (330-360)
- Codex Bezae (c. 400)
- Codex Alexandrinus (400-440)
- Codex Ephraemi Rescriptus (c. 450; existen los Versículos 1-30)
- Codex Laudianus (c. 550)

## Prólogo
Con la llegada a Jerusalén comienza la última parte del libro en la que se describe la cautividad del Apóstol Pablo. Éste, según el anuncio del Señor (23,11), será, desde ahora, prisionero y testigo de Cristo y del Evangelio. Se narra con detalle su viaje, como prisionero, hasta Roma. Desde la Urbe queda abierto el camino del Evangelio a todo el mundo. De esta última estancia de Pablo en Jerusalén, Lucas recuerda la acogida alegre por parte de los cristianos, pero también el encono con que le perseguían algunos judíos. Las circunstancias adversas le sirven a Pablo para hacer una apología de su actuación, que lo es también del Evangelio. La cerrazón de los acusadores parece que le puede llevar a la muerte, pero todo es providencia del Señor, que le tiene destinado para llevar el Evangelio a los gentiles y a Roma. 

## Localizaciones
En este capítulo se mencionan los siguientes lugares (por orden de aparición):
- Cos
- Rodas
- Patara
- Fenicia
- Chipre
- Siria
- Tiro
- Jerusalén, Judea
- Ptolemaida
- Caesarea

## Viaje de Mileto a Jerusalén (Versículos 1-16)
Esta sección «nosotros» (que incluye al narrador) reanuda el relato. Alexander se refiere a la «habitual riqueza de detalles» del narrador en esta sección, incluyendo «las etapas pormenorizadas del viaje y el redundante detalle de barcos y cargamentos». La narración sigue el viaje de Pablo desde Mileto, deteniéndose en Tiro (versículo 3), Tolemaida (versículo 7) y Cesarea (versículo 8), antes de dirigirse a Jerusalén (versículo 15), incorporando «advertencias proféticas» (versículos 4, 11) y una «despedida solemne» (versículos 6, 14) para «ejemplificar y reforzar el tono del discurso de Pablo» en Hechos 20: 23 al tiempo que presenta a Pablo como un «mártir», que 'exhibe un coraje propiamente filosófico ante la muerte', mientras que sus amigos 'sólo pueden asentir a la voluntad divina' (versículo 14).  Es comparable a la escena de la muerte de Sócrates (en el Fedón de Platón, 1170-1) con sus últimas palabras: 'Si así agrada a Dios, que así sea' (Epict. Diss. 1.29.18-19).

### Versículo 8
Al día siguiente, los que éramos de la compañía de Pablo partimos y llegamos a Cesarea; entramos en casa de Felipe el evangelista, que era uno de los siete, y nos quedamos con él. 
- «Felipe el evangelista»: un título diferente de «Felipe el diácono», como se le conocía anteriormente (Hechos 6:5), que muestra que su trabajo de 'supervisar la distribución de limosnas' («servir las mesas»; cf. Hechos 6:2-3) se había 'fusionado' en la 'labor de predicador misionero'.[5]

### Versículo 10
Y estando nosotros allí muchos días, descendió de Judea un profeta llamado Agabo. 
- «Agabo»: muy probablemente el mismo profeta de Jerusalén que llegó a Antioquía unos años antes, mencionado en Hechos 11:28.[1][7] Lucas no hace ninguna referencia cruzada con el encuentro anterior y presenta aquí a Agabo «tan indefinidamente», porque ésta era quizá la primera vez que había visto realmente al profeta y registró este encuentro en la sección «nosotros» del libro.[1][8]

### Versículo 13
Entonces Pablo respondió: «¿Qué quieres decir con que lloro y se me parte el corazón? Porque estoy dispuesto no sólo a ser atado, sino también a morir en Jerusalén por el nombre del Señor Jesús."
La respuesta de Pablo se hace eco de las palabras de Pedro a Jesús: «“Señor, estoy dispuesto a ir contigo tanto a la cárcel como a la muerte“”» (Lucas 22:33 RVR).

## Comentarios a los versículos 1-16
Pablo, al igual que Jesús en su camino hacia Jerusalén, avanza con plena conciencia de las dificultades que le esperan. Sabe que enfrentará persecución y sufrimiento, pero no retrocede, sino que se mantiene firme en su propósito. Las advertencias del Espíritu Santo no lo disuaden, sino que lo preparan para aceptar con prontitud la voluntad de Dios. Esta disposición refleja su profundo compromiso y abandono a los planes divinos.
A diferencia de sus compañeros, que se angustian por el afecto que sienten hacia él, Pablo muestra una paz interior sorprendente. Esta serenidad no es casual, sino el resultado de una vida de entrega total a Dios. Gracias a esa dedicación y olvido de sí mismo, Pablo ha alcanzado una calma sobrenatural que lo sostiene en los momentos más críticos.

La aceptación rendida de la Voluntad de Dios trae necesariamente el gozo y la paz: la felicidad en la Cruz. —Entonces se ve que el yugo de Cristo es suave y que su carga no es pesada.

La fortaleza de Pablo logra impresionar a los discípulos y les ayuda a aceptar lo que Dios haya dispuesto, con una expresión que recuerda las palabras de Jesús en Getsemaní:

Está el todo o gran parte —escribe Santa Teresa de Jesús— en perder cuidado de nosotros mismos y de nuestro regalo, que quien de verdad comienza a servir al Señor lo menos que le puede ofrecer es la vida; pues le ha dado su voluntad, ¿qué teme?.

## Llegada: Pablo se reúne con Santiago (versículos 17-26)
Una vez en Jerusalén, Pablo fue recibido calurosamente («de buen grado») por los 'hermanos' (versículo 17), y al día siguiente él y su compañía se reunieron con Santiago y todos los ancianos de la iglesia de Jerusalén (versículo 18), durante lo cual 'el detallado informe de Pablo sobre el éxito de su misión gentil (versículo 19) es acogido con entusiasmo' (versículo 20). Lucas señala que 'desde las decisiones del concilio apostólico' (Hechos 15:22-29), 'Santiago y los dirigentes de Jerusalén no tienen ningún problema con la admisión de gentiles en la iglesia' (versículo 25).

### Versículo 18
Al día siguiente Pablo entró con nosotros a Santiago, y estaban presentes todos los ancianos. 
- «Santiago»: aquí estaba Santiago, conocido como «el hermano de Jesús» y también como «Santiago el Justo». El asesinato de Santiago, hijo de Zebedeo y hermano de Juan el Apóstol, había sido relatado en Hechos 12:2,[7]y este Santiago, el nuevo líder de «los hermanos», fue mencionado en Hechos 12:17. [15] Algunos comentaristas lo identifican con Jacobo el hijo de Alfeo que había servido como uno de los doce apóstoles (Mateo 10:3), por ejemplo Matthew Poole sugirió que Santiago era 'uno de los apóstoles',[16] pero otros no están de acuerdo. La Biblia de Cambridge para Escuelas y Colegios[15] afirma: «No había ningún Apóstol allí o San Lucas difícilmente habría dejado de mencionar el hecho, ya que era uno de los presentes» y William Robertson Nicoll, en el “”Expositor's Greek Testament“”, sostenía igualmente que “No se dice nada de los Apóstoles”.[8] Hans Hinrich Wendt sugirió que la presencia de [algunos de] los apóstoles quedaba englobada dentro de la referencia a los «ancianos», pero esta opinión es rebatida por Nicoll.[8]

## Comentario a los versículos 15-26
En este pasaje, Pablo y sus compañeros son recibidos en Jerusalén por Santiago, quien probablemente era pariente de Jesús y líder de la Iglesia en la ciudad, junto con los presbíteros que lo asistían en su tarea pastoral. Lucas menciona a los presbíteros, pero no a los Apóstoles, lo que sugiere que Pedro y otros Apóstoles habían dejado Jerusalén. Santiago y los líderes de la comunidad se alegran por el éxito del apostolado de Pablo, pero también están al tanto de los rumores que circulan sobre él.
Estos rumores tenían cierto fundamento, ya que Pablo consideraba la Ley mosaica como algo secundario para la salvación y no veía la circuncisión como un requisito necesario. Sin embargo, las acusaciones eran exageradas. Pablo nunca había pedido a los judíos cristianos que abandonaran la práctica de la circuncisión, y de hecho, había hecho que Timoteo, de ascendencia judía, fuera circuncidado. Además, en Corinto, defendió que las mujeres usaran el velo en los cultos, conforme a la costumbre judía. Esto muestra que, aunque Pablo no veía la Ley mosaica como esencial para la salvación, tampoco despreciaba sus tradiciones.

## Pablo en el Templo (Versículos 27-36)
.

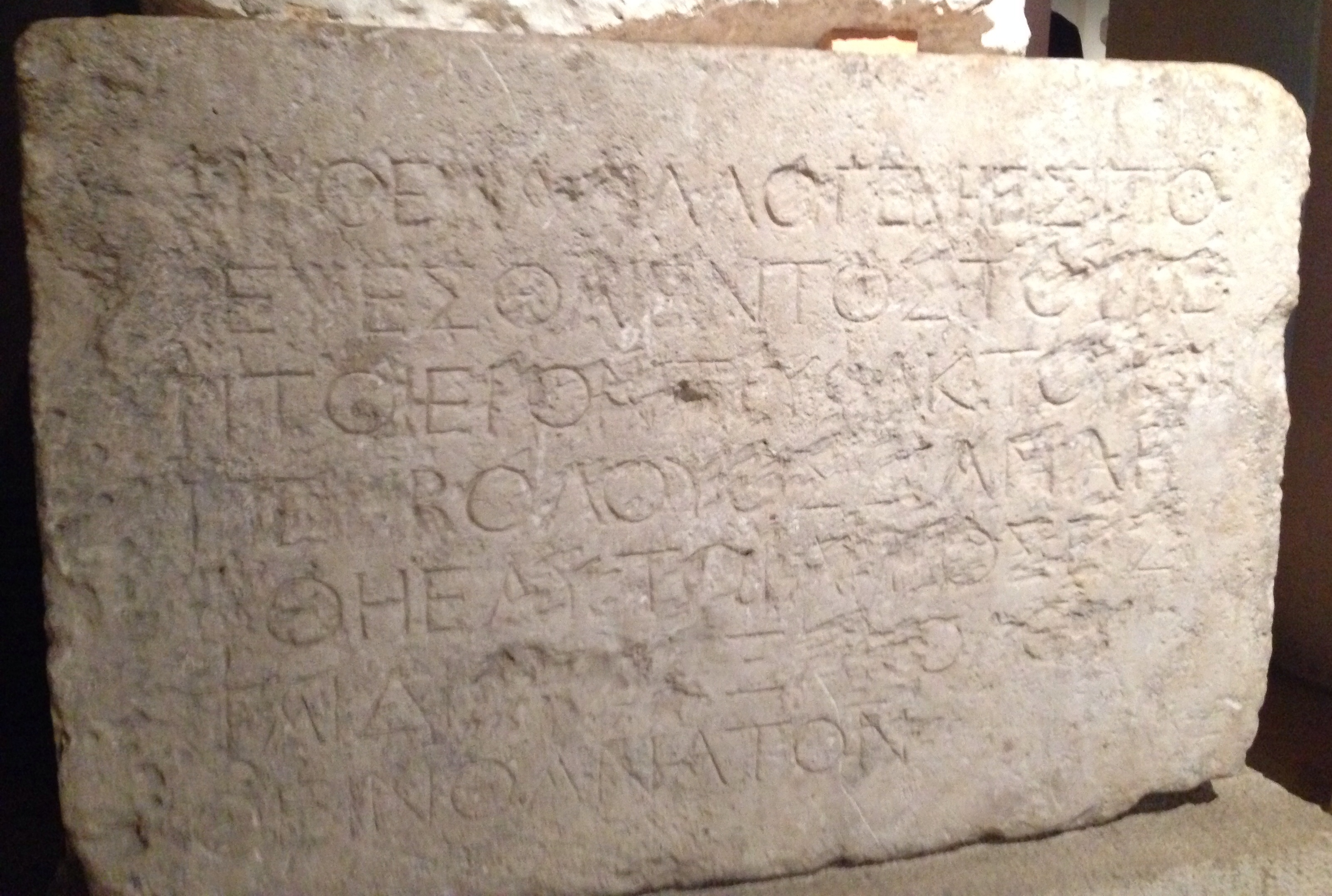
Jerusalén Inscripción de Advertencia del Templo del periodo del Segundo Templo (23 a. C.-70 d. C.), en la que se afirma en lengua griega que ningún extranjero debe entrar en el lugar sagrado del complejo del Templo, que está relacionada con Hechos 21:28-29

Pablo sigue el consejo de Santiago que «precipita sin querer la crisis que Santiago intenta evitar». Durante el período de siete días de su purificación en el templo (versículo 27), Pablo atrae la atención de algunos 'judíos de Asia', que presumiblemente visitan Jerusalén para la fiesta de Pentecostés, procedentes de comunidades en disputa con Pablo durante sus viajes misioneros. Además de percibir las enseñanzas de Pablo como «un ataque directo al pueblo judío, a la ley y al templo», aquí acusan específicamente de que «Pablo ha introducido a un gentil incircunciso en el lugar santo» (Versículo 28), que era una acusación grave con pena de muerte (una ley religiosa judía que a este respecto está «respaldada por todo el peso de la autoridad romana»), como muestran las las inscripciones que se conservan del recinto del templo.  Pablo habría conocido perfectamente este reglamento, y Lucas deja claro que Pablo no lo había infringido (versículo 29), pero 'el malentendido es suficiente para despertar a toda la ciudad' (versículo 30). Pablo corría verdadero peligro de ser linchado por el pueblo (versículos 31-32, 35-36), si no era rescatado a tiempo por el comandante de la guarnición romana de la fortaleza Antonia, construida para dominar el templo y 'diseñada precisamente para sofocar tales disturbios religiosos' (cf. Josefo, La guerra judía 5. 243-5).

### Versículos 27-29
27Cuando los siete días casi habían terminado, los judíos de Asia, al verlo en el templo, agitaron a toda la multitud y le echaron mano, 28 gritando: «¡Hombres de Israel, socorro! Este es el hombre que enseña a todos los hombres en todas partes contra el pueblo, la ley y este lugar; y además también ha introducido griegos en el templo y ha profanado este lugar santo.» 29(Porque antes habían visto con él en la ciudad a Trófimo el efesio, a quien suponían que Pablo había introducido en el templo.) 
- «Trófimo»: uno de los compañeros de Pablo, es llamado Asianoi («de Asia»), es decir, nativos de la provincia romana de Asia en Hechos 20:4 y también calificado como un «efesio» y un «gentil/griego» en Hechos 21. [21]

## Comentarios a los versículos 27-36
En el relato de los Hechos de los Apóstoles, Pablo es objeto de acusaciones falsas por parte de algunos judíos provenientes de Asia, posiblemente de Éfeso, durante la fiesta de Pentecostés. Estos individuos incitan a la multitud en su contra, acusándolo de haber profanado el Templo al introducir a gentiles, lo que era castigado con la muerte según la ley judía. Sin embargo, las acusaciones son infundadas, ya que Pablo no había llevado a Trófimo, un gentil, al interior del Templo, como menciona el texto. Este tipo de acusaciones recuerdan a las que enfrentaron tanto Jesús como Esteban.
La intervención de los soldados romanos salva a Pablo de un linchamiento seguro, pues en ese momento la situación se volvía peligrosa. En el contexto histórico, se menciona también a un cabecilla egipcio que había encabezado una revuelta, mencionado por el historiador Flavio Josefo en su obra De bello iudaico. y a los sicarios, un grupo de radicales armados que más tarde participarían en la guerra contra Roma. A pesar de todo, Pablo continúa confiando en la palabra de Dios y no se deja vencer por las circunstancias, utilizando la oportunidad para hablar y defenderse con firmeza.
porque, según cita Atanasio de Alejandría:

...la verdad no se predica con espadas y lanzas, ni por medio de soldados, sino con la persuasión y el consejo.

El arresto de Pablo marca el inicio de una nueva etapa en su vida, donde el enfoque de la narrativa de Lucas cambia. A partir de este momento, Pablo ya no es el misionero incansable que viaja para fundar nuevas iglesias, sino que se convierte en un prisionero que, encadenado, continúa dando testimonio del Evangelio. Lucas describe con detalle esta fase, que incluye su encarcelamiento en Jerusalén y Cesarea Marítima, su juicio en ambas ciudades, y su viaje a Roma para ser presentado ante el tribunal imperial. A pesar de las nuevas circunstancias, Pablo sigue comprometido con su misión de anunciar a Cristo, demostrando que ni las cadenas ni las dificultades pueden detener su labor evangelizadora.

## Pablo y el tribuno (versículos 37-40)
Esta sección 'ensombrece las escenas finales de la carrera de Pablo', donde 'Pablo ha sido excluido' (literalmente, versículo 30) 'del centro religioso de su propio pueblo', y debe terminar su vida en el mundo romano cuyas puertas abrió para el evangelio (Hechos 16:37). El tribuno sospechaba que Pablo era la misma figura que el líder rebelde egipcio que causó problemas por la misma época, pero «Pablo desbarata eficazmente la suposición dirigiéndose al tribuno en griego culto» (Versículo 37) y afirmando ser «un ciudadano de una ciudad nada despreciable» (Versículo 39), lo que «es suficiente por el momento para establecer un terreno común» para el tribuno. Sin embargo, el judaísmo de Pablo 'pasa a primer plano' cuando se dirige de nuevo a la multitud 'en lengua hebrea' (versículo 40) casi con toda seguridad significa «arameo», 'la lengua hablada de Palestina' en aquella época.

### Versículo 38
[El comandante le dice a Pablo:] «¿No eres tú el egipcio que hace algún tiempo suscitó una rebelión y condujo a los cuatro mil asesinos al desierto?»
- «El Egipcio»: alguien que decía ser profeta y condujo a muchos seguidores al desierto cuando Félix era el procurador en la provincia de Judea (52-60), como también recoge Josefo en su Antigüedades judías 20:171-172 (también en Guerra Judía 2. 2613[19]).[26][27]

### Versículo 39
Pero Pablo dijo: «Yo soy un judío de Tarso, en Cilicia, ciudadano de una ciudad nada despreciable; y os ruego que me permitáis hablar al pueblo.» 
- "Un ciudadano de una ciudad nada despreciable »*: Esta afirmación sobre «Tarsus en Cilicia» es legítima, ya que la ciudad fue muy celebrada por su erudición y famosa por su cultura, en un tiempo rival de Alejandría y Atenas,[29] incluso tiene en sus monedas la palabra «METROPOLIS-AUTONOMOS» (Independiente).[5] Josefo (Antiq., libro 2, capítulo 6, sección 6) dice que era la metrópolis y la ciudad más renombrada entre [los cilicios].[29]